# Mount Cooke
Mount Cooke är ett berg i Australien. Det ligger i regionen Wandering och delstaten Western Australia, omkring 66 kilometer sydost om delstatshuvudstaden Perth. Toppen på Mount Cooke är 582 meter över havet.
Mount Cooke är den högsta punkten i trakten. Trakten runt Mount Cooke är nära nog obefolkad, med mindre än två invånare per kvadratkilometer.. Det finns inga samhällen i närheten.
I omgivningarna runt Mount Cooke växer huvudsakligen savannskog. Genomsnittlig årsnederbörd är 951 millimeter. Den regnigaste månaden är september, med i genomsnitt 168 mm nederbörd, och den torraste är februari, med 12 mm nederbörd.